# Cleora occidens
Cleora occidens là một loài bướm đêm trong họ Geometridae.